# Romulea hirsuta
Romulea hirsuta är en irisväxtart som först beskrevs av Ernst Gottlieb von Steudel och Friedrich Wilhelm Klatt, och fick sitt nu gällande namn av John Gilbert Baker. Romulea hirsuta ingår i släktet Romulea och familjen irisväxter.

## Underarter
Arten delas in i följande underarter:
- R. h. cuprea
- R. h. framesii
- R. h. hirsuta
- R. h. zeyheri

## Bildgalleri

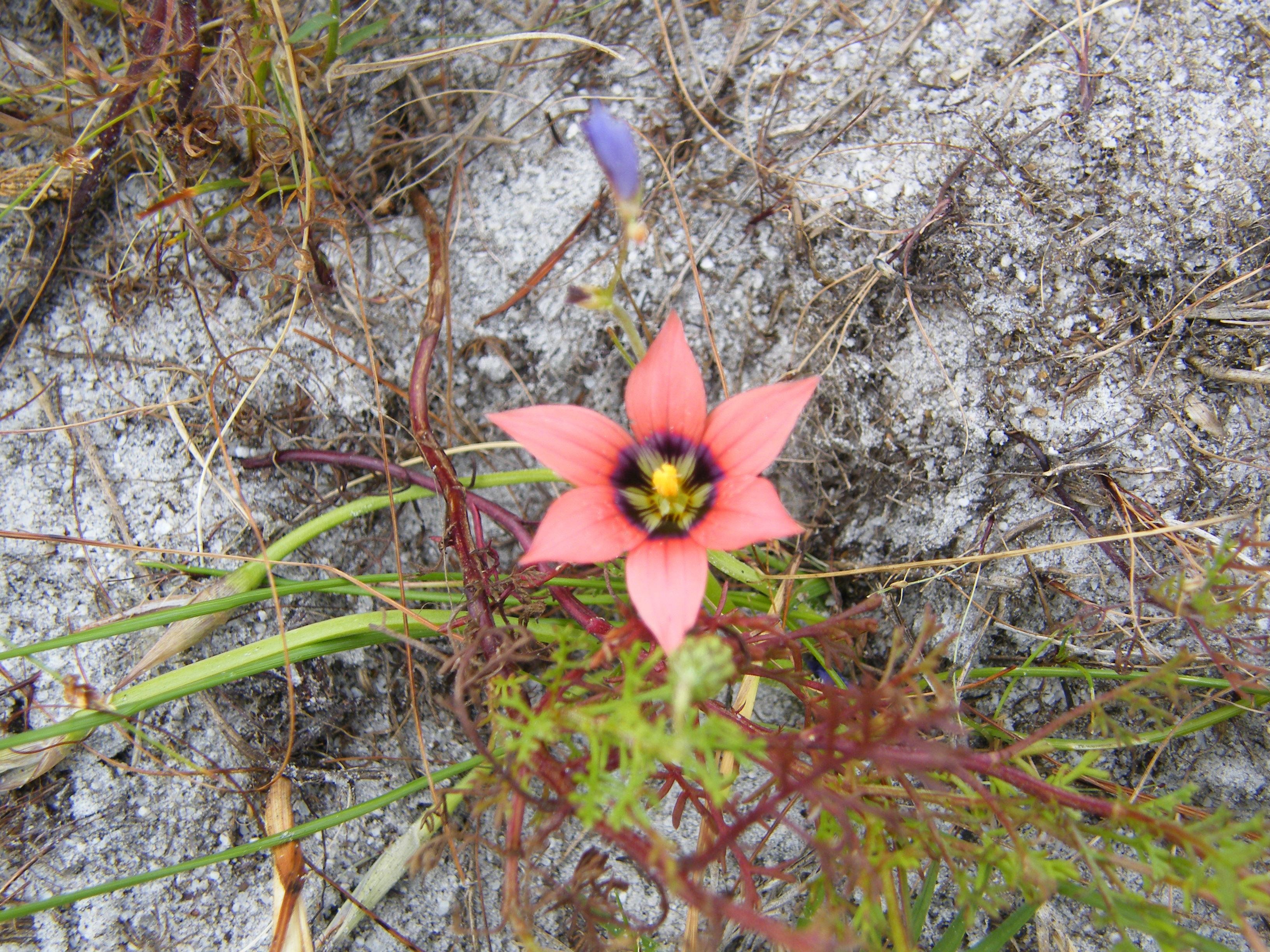